# Бучин-Проход
Бучин-Проход (болг. Бучин проход) — село в Болгарии. Находится в Софийской области, входит в общину Костинброд. Население составляет 138 человек (2022).

## Политическая ситуация
Бучин-Проход подчиняется непосредственно общине и не имеет своего кмета.
Кмет (мэр) общины Костинброд — Красимир Вылов Кунчев (Болгарская социалистическая партия (БСП)) по результатам выборов.